# Thelypteris sclerophylla
Thelypteris sclerophylla là một loài thực vật có mạch trong họ Thelypteridaceae. Loài này được (Poepp. ex Spreng.) C.V. Morton miêu tả khoa học đầu tiên năm 1951.